# Arató Ármin
Arató Ármin (Budapest, 1995. december 29. –) magyar színész.

## Életpályája
Kétéves kora óta Pécsett él családjával, édesapja a Pécsi Tudományegyetemre érkezett tanítani. Édesanyja festőművész. A Köztársaság téri Általános Iskolában valamint a Szent Margit Általános iskolában tanult. A Művészeti Szakközépiskola és Gimnázium drámatagozatán érettségizett. 2014-2019 között a Kaposvári Egyetem színművész szakán tanult, Eperjes Károly osztályában. Egyetemi gyakorlatát a Pécsi Nemzeti Színházban töltötte, melynek 2019-2022 tagja volt.

## Filmes és televíziós szerepei
- A mi kis falunk (2020) – Máté, Piroska unokája
- Doktor Balaton (2022) – fiú